# Вуйцик, Марта
Марта Вуйцик-Кнох (пол. Marta Wójcik-Knoch; род. 6 октября 1992 года) — польская шорт-трекистка, чемпион Польши, двукратная бронзовый призёр чемпионатов Европы в эстафете 2013 года в составе Польши и 2019 в составе Венгрии.

## Биография
Марта Вуйцик с детства занималась фигурным катанием, но её тренеры сказали попробовать шорт-трек. Она начала заниматься шорт-треком в 2007 году в польском городе Ополе. уже через 2 года она выступала на юниорском чемпионате мира в Шербруке и заняла 42-е место в личном зачёте и 8-е в эстафете. В 2011 году на очередном юниорском чемпионате мира в Курмайоре стала 31-й в многоборье.
В январе 2012 года она дебютировала на чемпионате Европы в Младе-Болеславе и в эстафете была 6-й, а в общем зачёте 32-й. Со своим нынешним мужем Марта познакомилась, когда выезжала на сборы в Венгрию с 2012 года. В октябре стартовала на Кубке мира, но выше 31-го места в беге на 1000 м не поднялась. Её успех пришёл на чемпионате Европы в Мальмё в 2013 году, когда вместе с подругами выиграла бронзовую медаль в эстафете.
Через год на чемпионате Европы в Дрездене Марта заняла 25-е место в личном многоборье. а позже вместе с Аидой Беллой она снялась обнаженной в журнале Playboy чтобы заработать денег на поездку на зимнюю Олимпиаду в Сочи 2014 года. Их сессия получила в то время очень большую известность, благодаря этому многие люди в Польше узнали, что такое шорт-трек.
В то время у неё, как и ещё нескольких конькобежцев был конфликт с клубным тренером Анной Лукановой-Якубовской, и непопадание на олимпиаду 2014 года было связано именно с этим, а не со съёмками в Playboy. В марте 2014 года вместе с Аидой Беллой она провалила чемпионат Польши, упав на двух дистанциях и на одной её дисквалифицировали.
В январе 2015 года на чемпионате Европы в Дордрехте заняла 5-е место в эстафете и в феврале на Кубке мира в Дордрехте заняла 11-е место в беге на 1000 м. В том же году Марта решила отказаться от сотрудничества с тренером Лукановой-Якубовской и отправилась на тренировки в Венгрию, где стала проживать в Будапеште. Она забеременела летом 2015 года и ушла в декрет.
Марта вернулась в большой спорт после трехлетнего перерыва, связанного с материнством. Она сменила гражданство и начала выступать за Венгрию, хотя она патриот Польши. Её муж Виктор Кнох помог ей выйти на соревнования, пока она выступала на Кубке мира, он сидел с малышом дома.
В ноябре 2018 года она стартовала на Кубке мира, и проведя четыре этапа заняла лучшее 5-е место в эстафете, в Солт-Лейк-Сити. В январе 2019 года на чемпионате Европы в Дордрехте вместе со своими новыми компаньонами по команде выиграла бронзу в эстафете, после шестилетней бронзы в составе Польши. В феврале на Кубке мира в Дрездене поднялась в эстафете на 11-е место, а в беге на 1000 м заняла 42-е и 45-е места.
В мае 2019 года Марта сделала заявление, что заканчивает карьеру спортсменки и в первое время займётся воспитанием сына Оливера. Она также окончила Опольский технологический университет в сфере менеджмента, а также закончила курсы английского языка.